# Knighton Fjord
Knighton Fjord är en fjord i Grönland (Kungariket Danmark).   Den ligger i kommunen Sermersooq, i den sydöstra delen av Grönland, 1 300 km öster om huvudstaden Nuuk.